# Libellago hyalina
Libellago hyalina – gatunek ważki z rodziny Chlorocyphidae. Występuje w Azji Południowo-Wschodniej.